# Ordem do Trabalho
A Ordem do Trabalho (em servo-croata:  Orden rada  / Орден рада, em esloveno:  Red dela, em macedônio/macedónio:  Орден на трудот) era uma condecoração civil iugoslava concedida a civis e militares por desempenho profissional excepcional.  Foi criado em maio de 1945 e tinha três classes.  Em 1961, as classes foram renomeadas, passando a ser: Ordem do Trabalho com Bandeira Vermelha (antiga 1ª classe), Ordem do Trabalho com Coroa de Ouro (antiga 2ª classe) e Ordem do Trabalho com Coroa de Prata (antiga 3ª classe). 
Em 1998, a República Federal da Iugoslávia adoptou uma nova Lei sobre Condecorações que manteve a maioria das condecorações da Iugoslávia Socialista, com algumas adições.   A Ordem do Trabalho foi mantida, mas agora tinha uma única classe.
| 1945-1992                         | 1945-1992                     | 1945-1992                      |
| 1ª Classe (com Bandeira Vermelha) | 2ª Classe (com Coroa de Ouro) | 3ª Classe (com Coroa de Prata) |
| --------------------------------- | ----------------------------- | ------------------------------ |
|                                   |                               |                                |
| Barretas                          |                               |                                |
|                                   |                               |                                |
| 1992-2006                         |                               |                                |
|                                   |                               |                                |
| Barreta                           |                               |                                |
|                                   |                               |                                |